# Fezan
Fezan (arapski: فزان, Fuzzan; turski: Fizan) je regija na jugozapadu Libije, koja uz Kirenaiku na istoku i Tripolitaniju na sjeverozapadu čini jednu od tri povijesne libijske pokrajine. Fezan je većinom pustinjsko područje u kojem se ipak nalazi nekoliko brda, visoravni i presušenih riječnih dolina (vadi) na sjeveru, gdje oaze omogućuju postojanje naselja i gradova u inače negostoljubivoj Sahari.
Iako čini veliki dio površine Libije, u Fezanu živi mali broj stanovnika. Ovaj dio Libije nastanjuju pripadnici manjinskih naroda kao što su Tuarezi i Tubu. Najveći grad, te političko, administrativno i povijesno središte Fezana je grad Sabha.
U prošlosti se u Fezanu nalazilo središte Garamanta, koji su upravljali trgovačkim pravcima preko Sahare za Kartažane, a kasnije i za Rimljane. U Srednjem vijeku dijelovi Fezana bili su dio Kanemskog Carstva. Osmansko Carstvo preuzelo je kontrolu nad ovim područjem u 17. stoljeću. Godine 1911. Fezan je okupirala Kraljevina Italija. Berberske i arapske pristaše religijsko-političkog pokreta Senusi u početku su odolijevale napadima talijanskih fašista. Tuareški klanovi su jedini bili neutralni prema europskim osvajačima sve do Drugog svjetskog rata. Francuske snage zauzele su grad Murzuk u siječnju 1943. godine, te upravno središte nad ovom regijom postavile u Sabhi. Francuska vojna kontrola nad Fezanom trajala je sve do 1951. kad je Fezan postao dio neovisne Libije.